# Lusitânia Playboys
Lusitânia Playboys é o terceiro álbum de originais da banda portuguesa Dead Combo. Editado em 2008 pela Dead & Company.

## Faixas
1. Sopa de Cavalo Cansado
2. Rak Song
3. Manobras de Maio 06
4. Desert Diamonds/Enraptured With Lust
5. Cuba 1970
6. Lusitânia Playboys
7. Like a Drug
8. Estendal na Afurada
9. Mr. Leone
10. Canção do Trabalho D.C.
11. P***s a Roubar Maçãs
12. Malibu Fair
13. Fuga em Correria Menor
14. Old Rock 'n' Roll Radio
15. Lisbon/Berlin Flight (TP 1001)

## Créditos
- Tó Trips - (Guitarras),
- Pedro V. Gonçalves - (Contrabaixo, Kazoo, Melódica e Guitarras),